# Камаронес
Камаронес  (исп. Camarones ) — коммуна в Чили. Посёлок и коммуна входит в состав провинции Арика и области Арика-и-Паринакота.
Территория коммуны — 3 927 км². Численность населения — 1 255 жителей (2017). Плотность населения — 0,32 чел./км².
Административный центр коммуны — посёлок Куя.

## Расположение
Коммуна расположена на юго-западе области Арика-и-Паринакота.
Коммуна граничит:
- на севере — с коммуной Арика;
- на востоке — с коммуной Путре;
- на юге — с коммунами Уара, Каминья и Кольчане.
- На западе расположен Тихий океан

Административный центр коммуны находится в населённом пункте Куя (64 обитателя), размещённым рядом с Панамериканским шоссе на берегу реки Камаронес. Это место досмотра путешественников карабинерами Чили для предотвращения провоза фруктов и овощей, загрязнённых фруктовой мухой.
Её главные населённые пункты — Калета-Камаронес (Caleta Camarones) и Кодпа (Codpa). Первый — небольшая бухта рыбаков размещённая в устье речки Камаронес (46 обитателей). Кодпа (159 обитателей) — это самый большой населённый пункт коммуны, в 125 километрах от города Арика.

## Достопримечательности
Эта коммуна полностью деревенская и почти без туристической деятельности, хотя она обладает самыми красивыми местами, до сих пор полностью не исследованными.
В этой коммуне находится единственное сообщество афрочилийцев страны.

## Демография
Согласно сведениям, собранным в ходе переписи 2017 г. Национальным институтом статистики (INE),  население коммуны составляет:			
| Полное население                          | Полное население                          | Полное население                          | Полное население                          | Полное население                          | 1 255 |
| ----------------------------------------- | ----------------------------------------- | ----------------------------------------- | ----------------------------------------- | ----------------------------------------- | ----- |
| в том числе:                              | Городское население                       | 0                                         | Процент городского населения, %           | 0.0                                       |       |
|                                           | Сельское население                        | 1 255                                     | Процент сельского населения, %            | 100.0                                     |       |
|                                           | Мужское население                         | 726                                       | Процент мужского населения, %             | 57.8                                      |       |
|                                           | Женское население                         | 529                                       | Процент женского населения, %             | 42.2                                      |       |
| Плотность населения, чел/км²              | Плотность населения, чел/км²              | Плотность населения, чел/км²              | Плотность населения, чел/км²              | Плотность населения, чел/км²              | 0.32  |
| Население коммуны в % к населению области | Население коммуны в % к населению области | Население коммуны в % к населению области | Население коммуны в % к населению области | Население коммуны в % к населению области | 0.56  |

| Динамика изменения населения коммуны | Динамика изменения населения коммуны | Динамика изменения населения коммуны | Динамика изменения населения коммуны |
| ------------------------------------ | ------------------------------------ | ------------------------------------ | ------------------------------------ |
| 1992                                 | 2002                                 | 2012                                 | 2017                                 |
| 848                                  | 1220▲                                | 679▼                                 | 1255▲                                |

## Важнейшие населенные пункты[4]
| № | Населённый пункт | Населённый пункт (исп.) | Категория | Население чел. (2017) | На карте                        |
| - | ---------------- | ----------------------- | --------- | --------------------- | ------------------------------- |
| 1 | Кодпа            | Codpa                   | деревня   | 208                   | 18°50′01″ ю. ш. 69°44′41″ з. д. |
| 2 | Куя              | Cuya                    | деревня   | 166                   | 19°09′37″ ю. ш. 70°10′47″ з. д. |
| 3 | Гуаньякагуа      | Guañacagua              | деревня   | 103                   | 18°49′08″ ю. ш. 69°42′35″ з. д. |